# Suphalomitus brevis
Suphalomitus brevis is een insect uit de familie van de vlinderhaften (Ascalaphidae), die tot de orde netvleugeligen (Neuroptera) behoort. 
Suphalomitus brevis is voor het eerst wetenschappelijk beschreven door Kimmins in 1949.